# Serghei Rahmaninov
Serghei Vasilievici Rahmaninov (n. 1 aprilie 1873, Uezdul Staraia Russa⁠(d), gubernia Novgorod⁠(d), Imperiul Rus – d. 28 martie 1943, Beverly Hills, California, SUA) a fost un compozitor și pianist rus.
A fost una dintre vedetele de concert cel mai bine plătite din timpul său, și unul dintre cei mai influenți pianiști ai secolului XX.

## Biografie

### Originea genealogică
În sursele rusești, arborele genealogic al familiei Rahmaninov începe cu Ștefan cel Mare. Se pare că voievodul Moldovei a avut un fiu, Ioan Vecin (Ioan Sused), stabilit la Moscova, a cărui existență nu poate fi probată prin documente (de unde s-a presupus că ar fi fost un fiu nelegitim). Ioan Vecin a avut doi fii, Ioan Voloh și Vasilii Rahmanin. Familia Rahmaninov descinde din acesta din urmă. O altă versiune, neîntemeindu-se pe fapte veridice, îl consideră pe Rahmaninov descendent al Elenei Voloșanca, fiica lui Ștefan cel Mare căsătorită cu fiul lui Ivan al III-lea cel Mare , Ivan al IV-lea cel Tânăr. Cei doi au avut un fiu, însă acesta a murit în adolescență.

### Tinerețea
Ambii părinți aristocrați (posesori a mai multe moșii) ai lui Rahmaninov erau pianiști amatori, de la aceștia primind viitorul mare compozitor, primele lecții, încă de la vârsta de patru ani.
Mai târziu, la Sankt Petersburg, a luat lecții de la Anna Ornatskaya timp de trei ani înainte de prăbușirea economică a părinților săi.
O influență deosebită în creația sa au exercitat-o cântecele ortodoxe ruse pe care le auzea la biserică, unde era frecvent condus de bunica sa.
La 9 ani intră la Conservatorul din Sankt Petersburg, unde urmează un curs de pian.
Între 12 și 16 ani, continuă acest studiu la Moscova, sub îndrumarea pianistului Nikolai Sverev, pedagog renumit, dar sever și riguros.
Acesta, prin intermediul vastei sale biblioteci și prin participarea la reprezentații teatrale, oferea discipolilor săi o largă deschidere culturală. Începând din anul 1888, Rahmaninov și-a continuat studiile de pian sub îndrumarea lui Serghei Taneiev și Anton Arenski, frecventând în paralel cursuri de tehncă contrapunctului și cea a compoziției. A devenit un student valoros, terminându-și studiile în 1892.

### Activitatea
Debutează cu opera Aleko, compusă în 1892, care a avut premiera la Teatrul Bolșoi la 27 aprilie 1893 și care s-a bucurat de succes, devenind foarte cunoscută.
Pentru această piesă, al cărei libret (bazat pe "Țiganii" lui Pușkin) a fost scris de Vladimir Nemirovici-Dancenko, Rahmaninov a primit Medalia de Aur la Conservatorul din Moscova, fiind al treilea care a primit această distincție (după Serghei Taneiev și Arseni Koreșcenko).
Lucrările conservatoare ale lui Rahmaninov cum ar fi Concertul de pian nr. 1 și Preludiu în C minor pentru pian solo au devenit, de asemenea, foarte cunoscute și apreciate.
Compusă între ianuarie și octombrie 1895 și cu premiera pe 28 martie 1897 (fiind pusă în scenă de Alexandr Glazunov), Simfonia nr .1 este aspru criticată de specialiștii epocii, printre care și Cezar Antonovici Cui.
Eșecul îi provoacă lui Rahmaninov o stare de depresie și nu mai este capabil să compună lucrări majore timp de trei ani.
După o perioadă de psihoterapie și hipnoterapie, Rahmaninov se recuperează sufletește și, în perioada cuprinsă între toamna anului 1900 și aprilie 1901, elaborează Concertul pentru pian nr. 2.
Având premiera la 9 noiembrie 1901, acesta s-a bucurat de succes în spațiul occidental.
La 12 mai 1902, Rahmaninov se căsătorește cu Natalia Satina.
Deoarece erau veri primari, această încălcare a dreptului canonic este permisă printr-o dispensă acordată de Biserica Ortodoxă Rusă. 
Au împreună două fiice.
Până la izbucnirea Primului Război Mondial, Rahmaninov se bucură de succes artistic și financiar.
După Revoluția Rusă, în decembrie 1917 regimul leninist i-a confiscat moșia de la Ivanovka și imobiliarele de lângă Tambov.
Împreună cu familia, Rahmaninov pleacă în Danemarca, unde locuiește o perioadă, ca apoi să se stabiliească în SUA, mai exact în New York.
Aici a criticat în mod deschis guvernul sovietic în martie 1931 printr-o scrisoare către "New York Times", după ce muzica sa fusese interzisă din sălile de concert din întreaga URSS.
În 1943, Rahmaninov și soția sa primesc cetățenie americană, dar la scurt timp marele compozitor se stinge din viață în urma unui cancer de piele.

## Opera principală
Compozițiile lui Rahmaninov sunt limitate ca număr, dar sonoritățile lor luxuriante și grandoarea le-au făcut standarde de muzică clasică.

### Muzică orchestrală
- Scherzo în re mineur (1887)
- Simfonia în re minor, Prima mișcare (numită « Tinerețe ») (1890-1891)
- Prințul Rostislav, poem simfonic după Alexei Tolstoi (1891)
- Stânca, op. 7, poem simfonic după Lermontov (1893)
- Capriccio, op. 12 pe teme țigănești (Capriciu) (1892-1894)
- Simfonia n° 1 în re minor, op. 13 (1895)
- Simfonia n° 2 în mi minor, op. 27 (1906-1907)
- Insula morțior, op. 29, poem simfonic după Böcklin (1909)
- Clopotele, op. 35, poem pentru orchestră simfonică, cor și soliști, după Edgar Poe (1912-1913).
- Simfonia n° 3 în la minor, op. 44 (1935-1936)
- Dansuri simfonice op. 45a (versiune pentru două piane op. 45b) (1940-1941)

### Muzică concertantă
- Concert pentru pian n° 1 în fa diez minor, op. 1 (1890-1891)
- Concert pentru pian nº 2 în do minor, op. 18 (1900)
- Concert pentru pian nº 3 în re minor, op. 30 (1909)
- Concert pentru pian n° 4 în sol minor, op. 40 (1925-1926)
- Rapsodie pe o temă de Paganini pentru pian și orchestră, op. 43 (1934)

### Muzică vocală
- Șase romanțe, op. 4 (1890-1893)
- Șase melodii, op. 8 (1894)
- Douăsprezece romanțe, op. 14 (1896)
- Douăsprezece romanțe, op. 21 (1902)
- Cincisprezece romanțe, op. 26 (1906)
- Paisprezece romanțe, op. 34 (1912)
- Șase romanțe, op. 38 (1916)
- Trei Cântece Rusești, op. 41

### Piese pentru pian
- Bucăți de fantezie, op. 3 (inclusiv Preludiu în do diez minor n° 2)
- Suită n° 1, op. 5, pentru două piane
- Suită n° 2, op. 17, pentru două piane
- Momente muzicale op. 16
- Variațiuni pe o temă de Chopin, op. 22
- Preludii op. 23 și 32
- Studii-tablouri, op. 33 și 39
- Sonată pentru pian n° 1, op. 28
- Sonată pentru pian n° 2, op. 36
- Variațiuni pe o temă de Corelli, op. 42.

### Muzică de cameră
- Quatuor pentru coarde n° 1, 1889 (2 mișcări: Romanță și Scherzo)
- Romanță pentru vioară și pian
- Lied (Romanță) pentru violoncel și pian, 1890
- Melodie pe o temă de Serghei Rahmaninov, 1890 (piesă în re major aranjată de violoncelistul Modest Altschuler)
- Trio elegiac n° 1 în sol minor, pentru pian, vioară și violoncel, 1892
- Două Piese, op. 2 pentru violoncel și pian, 1892: Preludiu și Dans oriental
- Două Piese, op. 6 pentru vioară și pian, 1893: Romanță și Dans ungar
- Trio elegiac n° 2 în re minor, op. 9, 1893 (În memoria lui Piotr Ilici Ceaikovski) (Revăzut în 1907 și în 1917)
- Quatuor pentru coarde n° 2, 1896 (două mișcări: Allegro moderato și Andante molto sostenuto)
- Sonată pentru violoncel și pian în sol minor, op. 19, 1901

### Muzică religioasă
- Liturghia Sfântului Ioan Gură de Aur, op. 31, (în rusă Литургия св. Иоанна Златоуста, Liturghia sv. Ioanna Zlatousta), 1910;
- Vigiliile nocturne, op. 37, (în rusă Всенощное бдение, Vsenoșcinoie bdeniie), o importantă contribuție la muzica ortodoxă rusă.

### Operă
- Aleko (1892)
- Cavalerul avar (1903-1904)
- Francesca da Rimini (1904-1905)
- Monna Vanna